# Annaberger Wochenblatt
Das Annaberger Wochenblatt war eine Tageszeitung in der Region des oberen Erzgebirges. Es existierte von 1807 bis 1945 und wurde 2011 als Online-Zeitung in Annaberg-Buchholz wiederbelebt.

## Geschichte
Im Jahre 1668 gründete der Vogtländer David Nicolai (er stammt vermutlich aus Weida) in Annaberg eine Druckerei, die nach seinem Tode 1701 von Viktorin Richter übernommen wurde. Dessen Schwiegersohn, August Valentin Friese, erbte sie 1722. Nach seinem Tod übernahm 1772 sein Sohn Gottlob August Friese die Druckerei, die er bis zu seinem Tode im Jahre 1784 besaß. Von dessen Erben übernahm 1790 Friedrich Wilhelm Ludwig Hasper durch einen Kaufvertrag den Betrieb. Hasper gilt als der Nestor des Pressewesens im Erzgebirge. Er gründete am 12. September 1807 das Annaberger Wochenblatt. Im Jahre 1820 übernahm sein Sohn, Ludwig Hasper, die Druckerei und den Verlag.
Vierzig Jahre später verkaufte Hasper an Karl August Teutsch aus Weißenfels, der sich aber mehr mit dem Buchverlag beschäftigte, so dass eine zweite Druckerei in Annaberg, die 1861 Viktor Gottschalch aus dem erzgebirgischen Lichtenstein gründete, nun den Druck der Zeitung bis 1871 übernahm.
Danach übernahm Gottschalch gemeinsam mit Karl Ludwig Schreiber (dem Schwiegersohn von Gustav Hermann Köselitz) die Geschäfte. Dessen Sohn, Carl Oswald Schreiber, führte ab 17. Januar 1885 (Sterbedatum des Vaters) den Verlag mit Druckerei und gab das Annaberger Wochenblatt bis zum Verkauf an Felix Tallwitz am 1. Oktober 1900 heraus. Der aus Döbeln stammende Verleger veränderte die Gestaltung der Zeitung geringfügig und fügte dem Titel das Wort Tageblatt hinzu, da sie bereits seit Juli 1892 als Tageszeitung im Rotationsdruckverfahren hergestellt wurde. Als bekannte Abkürzung wurde T.A.W. benutzt.
Fast 100 Jahre war danach das Blatt wieder in nahezu unveränderter Form in den Händen der Familie Schreiber. Nach der nationalsozialistischen Gleichschaltung der Medien im Jahre 1933 wurde auch das T.A.W. ein Sprachrohr der NSDAP. Seit dem 3. Juni 1941 erschien die Zeitung kriegsbedingt vereinigt mit der 1854 gegründeten Obererzgebirgischen Zeitung aus Buchholz und weiteren Blättern aus Geyer, Ehrenfriedersdorf, Thum, Bärenstein, Crottendorf und Oberwiesenthal. Während des Zweiten Weltkrieges verringerte man die Seitenzahl. Ab dem 6. Februar 1945 bestanden die Ausgaben nur aus einem Blatt. Am 26. Mai 1945 stellte die Zeitung ihr Erscheinen ein.
Das Tageblatt Annaberger Wochenblatt war bis 1918 auch das Amtsblatt für die königlich städtischen Behörden. Im Untertitel nannte es sich Hauptzeitung des Obererzgebirges. 
Seit dem 18. Dezember 2011 erscheint das Annaberger Wochenblatt als Online-Ausgabe. Medieninhaber und Herausgeber war bis zu seinem Tod 2017 der Publizist und Verleger Gotthard B. Schicker. Die Online-Zeitschrift erscheint weiter, nun unter der Herausgeberschaft seiner Witwe Eveline Schicker.